# Burton LeRoy Gordon
Burton LeRoy Gordon (* 13. Februar 1920 in Asotin, Washington; † 27. Februar 2015 in Aptos, Kalifornien) war ein US-amerikanischer Geograph.

## Leben
Gordon war der Sohn von Sida Sedalia und Nella Mae Gordon, geborene Jones. Er hatte sechs Geschwister. Nachdem sie fünf Jahre lang in Watsonville gelebt hatten, zog die Familie 1940 nach Santa Cruz, Kalifornien. Im Februar 1941 heiratete er Myra Lovisa Tweed, eine Steuerberaterin. Aus dieser Ehe gingen drei Töchter und ein Sohn hervor. 1943 erlangte Gordon den Bachelor of Arts am San Francisco State College. 1954 wurde er unter der Leitung von Carl Ortwin Sauer (1889–1975) mit der Dissertation Human Geography and Ecology in the Sinú Country of Colombia zum Ph.D. in Geographie an der University of California, Berkeley promoviert. Von 1955 bis 1960 war er Assistenzprofessor und von 1960 bis 1965 außerordentlicher Professor und Vorsitzender der Abteilung für Geographie an der University of New Mexico in Albuquerque. Von 1965 bis zu seinem Ruhestand im Jahr 1990 war er Professor für Geographie und Umweltstudien an der San Francisco State University. Von 1953 bis 1954 war er Gastwissenschaftler an der Johns Hopkins University und von 1962 bis 1963 Austauschdozent am Queen Mary College der University of London. Gordon unterstützte Naturschutzprojekte wie das Monterey Bay National Marine Sanctuary, das Elkhorn Slough National Estuarine Research Reserve und das Año Nuevo Natural Preserve. 
Er war Mitglied der Association of American Geographers und der New York Academy of Scientific Research.
Gordon starb am 27. Februar 2015, seine Frau vier Tage später.

## Schriften (Auswahl)
- Human Geography and Ecology in the Sinu Country of Colombia, University of California Press, 1957.
- Anthropogeography and Rainforest Ecology in Bacas del Toro Province, Panama, Dept. of Geography, University of California, (Berkeley, CA), 1969.
- (mit Donald C. Cutter) Environment, Settlement, and Land use in the Jicarilla Apache Claim Area, Garland Pub. Inc.,(New York, NY), 1974.
- Monterey Bay Area: Natural History and Cultural Imprints, Boxwood Press, 1974, 2. Auflage 1977, 3. Auflage 1996.
- A Panama Forest and Shore, Boxwood Press, (Pacific Grove, CA), 1982.